# Histoire de Marseille

Armoiries de Marseille.

L'histoire de Marseille retrace les 2 600 ans de la cité depuis sa fondation.
Bien que son site soit occupé dès les temps préhistoriques comme en témoigne la grotte Cosquer, la ville est fondée en 600 av. J.-C. par des colons grecs venus de Phocée. Elle deviendra la principale cité grecque de la Méditerranée occidentale et principale porte de communication entre les civilisations grecque et gauloise.
Romaine après sa conquête par Jules César en 49 av. J.-C., éclipsée par Arles, elle reprend peu à peu son rang et devient après les conquêtes des Wisigoths puis des Francs jusqu'au XIIe siècle, l'une des places majeures de l’Église romaine dans le sud-est de la France grâce à l'influence de l'abbaye de Saint-Victor fondée par Jean Cassien.
Au Moyen Âge, Marseille décline et subit la peste noire et des temps troublés qui s'achèvent au XVe siècle, alors que la ville et le duché de Provence deviennent possession française, d'où un rôle nouveau dans l'affirmation de la puissance royale. Principal port français de Méditerranée, elle est assiégée deux fois pendant les guerres d'Italie mais l'entente avec l'Empire ottoman lui permet d'occuper une place prépondérante dans le commerce des Échelles du Levant.
Acquise à la Révolution dans  sa première phase, Marseille se révolte contre le pouvoir jacobin en 1793 et se montre réfractaire à celui de Napoléon dont les guerres continuelles pénalisent son commerce.
La ville connaît une très forte expansion au XIXe siècle avec le développement industriel et commercial en lien avec l’importance croissante de l'empire colonial français. Après les destructions durant la Seconde Guerre mondiale et la fin de l'empire français, Marseille se relève pour retrouver, à la fin du XXe siècle, une situation plus favorable. Terre d'immigration, surtout italienne jusqu'au milieu du XXe siècle, elle reste une cité cosmopolite où les tensions sociales accompagnent la diversité culturelle.

## Avant la fondation de Massalia

### Occupation préhistorique
L'espace côtier de Marseille est occupé au Paléolithique supérieur par les humains ainsi qu'en témoigne la découverte en 1991 de la grotte Cosquer, dans l'une des calanques de Marseille, à environ six kilomètres au sud de l'actuel site de la ville. L'occupation de ce qui pourrait être, selon Jean Clottes, un « sanctuaire » a eu lieu à deux périodes : vers 27 000 ans et de 19 000 à 17 000 ans avant le présent, comme l'atteste la datation des peintures pariétales.
Pour la période plus récente, des fouilles ont mis au jour des vestiges d'une implantation néolithique qui remonte à 6000 av. J.-C., près de la gare Saint-Charles. D'autres vestiges ont été découverts dans les grottes de L'Estaque, comme dans celle du quartier Les Riaux où furent retrouvés un foyer et des poteries mésolithiques en terre noire.

### Ligures

Implantation des Ségobriges et des Salyens au Ve siècle

Au dernier millénaire avant notre ère, la région était occupée par les Ligures, peuple autochtone qui pourrait avoir connu des invasions celtes. De même, les habitants de cette côte purent entrer en contact avec des commerçants phéniciens, étrusques notamment, mais aussi ibères.
Aux alentours du site de Marseille, dominait un peuple celto-ligure, les Salyens, dont l'oppidum était Entremont, près de l'actuelle Aix-en-Provence.
D'après les auteurs anciens, le terroir marseillais aurait été occupé par une tribu celto-ligure, celle des Ségobriges, qui se serait implantée dans les collines autour du site de Marseille, les contreforts du Massif de Marseilleveyre étant le plus souvent mentionnés.

## Marseille antique

### Massalia, ville grecque (600av. J.-C.- 49av. J.-C.)

#### La légende de Gyptis et Protis (600av. J.-C.)
La fondation de la cité, « la plus ancienne ville de France », remonte à 600 av. J.-C. ; elle est le fait de colons grecs venus de Phocée en Asie mineure, l'actuelle Foça, proche d'Izmir (Smyrne) en Turquie.
Les Phocéens recherchaient des emplacements susceptibles de devenir des emporia ou comptoirs sur la côte. Cette activité correspond à un effort de création d'un réseau commercial, bâti par des marins et servi par des bateaux rapides à rames, les pentécontères et non une colonisation de peuplement, ce qui facilitait les implantations, les colonies ne requérant que peu de terres. En naviguant par cabotage, ils auraient découvert la baie du Lacydon (l'actuel Vieux-Port de Marseille), une calanque profonde, large et bien orientée (est-ouest), abritée du vent dominant — le mistral — par des collines élevées, propice à un établissement commercial.
Les conditions exactes de la fondation font défaut à l'histoire de la ville, on ne retient aujourd'hui qu'une légende, reprise par Justin et par Athénée : une œuvre rédigée au début du IIIe siècle et citant Aristote qui en donne le récit et décrit comment Protis, l'un des commandants de la flotte grecque est choisi lors d'un banquet d'accueil par Gyptis, la fille du roi des Ségobriges, pour devenir son mari.

#### La nouvelle Phocée
La topographie première du site de la Marseille grecque est encore perceptible de nos jours. Promontoire environné par la mer, orienté vers le sud, il est dominé par trois buttes successives : la butte Saint-Laurent (26 mètres d'altitude en 1840), la butte des Moulins (42 mètres), et enfin la butte des Carmes (environ 40 mètres). Très vite la ville basse, l'astu, s'agrandit et englobe la butte des Carmes avant la fin du VIe siècle av. J.-C. Une dernière extension à l'époque hellénistique lui permet d'atteindre une surface d'environ cinquante hectares, que la ville ne dépassera pas avant le XVIIe siècle. La polis s'étale alors au niveau de la campagne environnante, la chôra.
Les phocéens honorent leurs divinités favorites et les célèbrent dans l'Éphésion dédié à Artémis d'Éphèse et dans le sanctuaire d'Apollon delphinien, ainsi que mentionnés par Strabon.
Ils importent aussi les lois et les usages oligarchiques ioniens et comme le cite Aristote, élaborent une Constitution des marseillais, conférant le pouvoir à quinze timouques dont trois détenant l'essentiel du pouvoir choisis dans une assemblée de 600 sénateurs.

#### Marseille contre Carthage (540av. J.-C.)

Aires d'influence en Méditerranée occidentale en 509 av. J.-C.
Carthaginois
Étrusques
Grecs et Phocéens de Massalia
Romains

Le surgissement de Massalia et des colonies rattachées, cité puissante pouvant mettre en cause la domination de Carthage et des Phéniciens ainsi que des Étrusques sur les routes maritimes et commerciales conduit les Phocéens à l'affrontement avec les Phénico-puniques dont l'expansion est continue aux VIIIe – VIe siècles.
La bataille d'Alalia est le point culminant dans cette série de conflits impliquant Étrusques, Carthaginois et Grecs pour la délimitation des domaines d'influence en Méditerranée occidentale. La piraterie pratiquée par les Phocéens fut, d'après Hérodote, le prétexte qui déclencha une réaction de Carthage. Celle-ci s'allia pour la circonstance aux Étrusques pour affronter les Phocéens lors d'une bataille navale au large d'Alalia, vers −540.
Les Phocéens furent défaits et Alalia passa aux Carthaginois. Cependant, les Massaliotes se sentirent vainqueurs en ce qu'ils se virent reconnaître de facto le contrôle de la côte ligure de l'Est avec des places fortes comme Olbia (Hyères) ou des comptoirs comme Antipolis (Antibes), jusqu'à l'ouest avec Emporion (Empúries). Ils bâtirent le Trésor des Marseillais à Delphes pour célébrer cette victoire.
Les conflits de Massalia avec les Carthaginois vont durer tout au long du Ve siècle, consolidant l'alliance de Marseille avec Rome contre l'ennemi commun.

#### Marseille et la Gaule (VeauIIesiècleav. J.-C.)

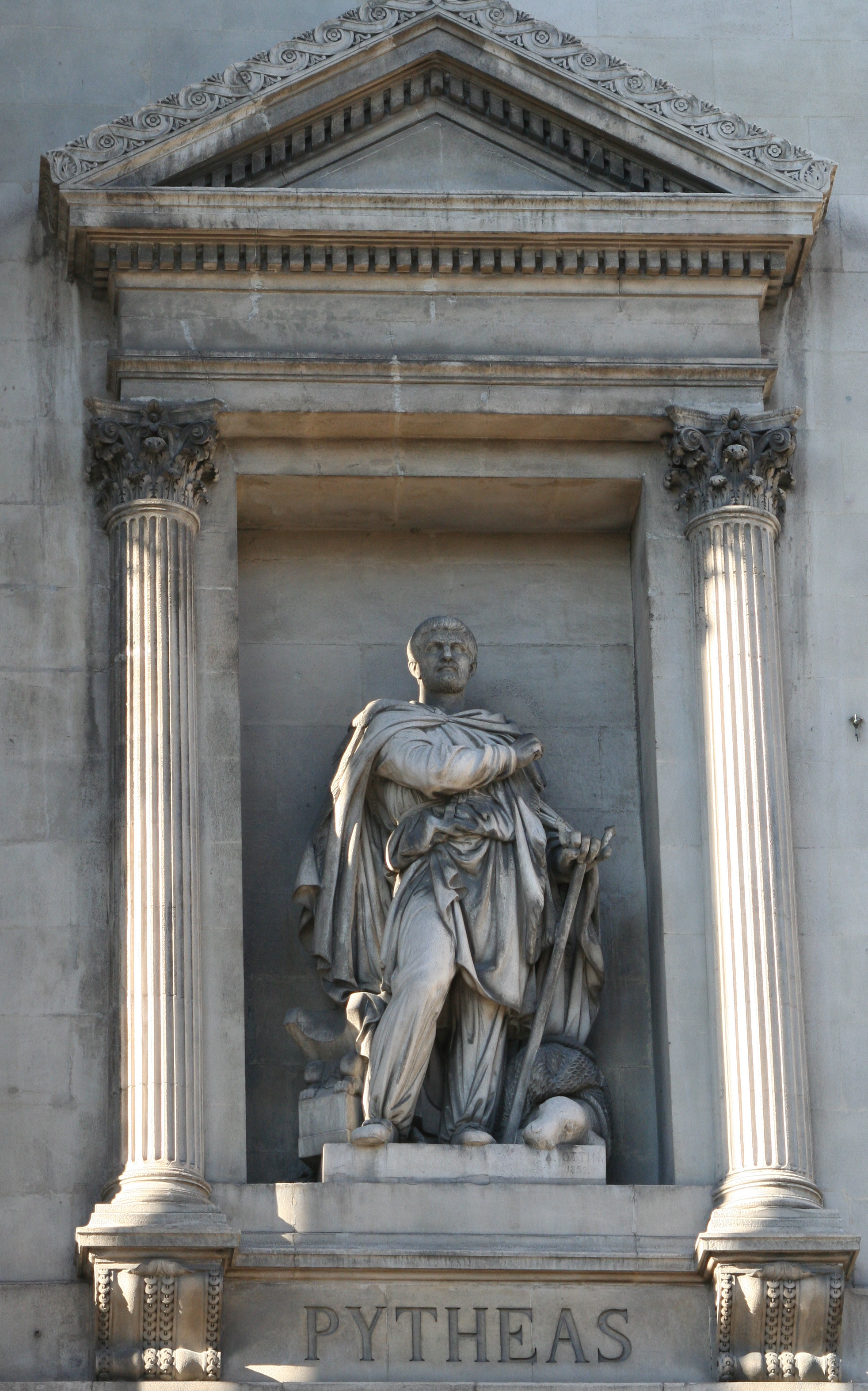
Statue de Pythéas. Œuvre de Auguste Ottin.

La croissance forte de Marseille et du réseau des colonies massaliotes est citée comme l'une des raisons qui provoquent la création de la fédération des Salyens à la fin du IIIe siècle av. J.-C., à partir de la réunion des « Celto-ligures » de Provence, entre le Var et le Rhône, autour de centres proto-urbains. La fédération salyenne s'avéra être un voisin « encombrant » pour les Massaliotes, ce qui avait provoqué de nombreuses tensions économiques et sans doute culturelles, dont rendent compte les auteurs antiques (notamment Tite-Live et Strabon). Dans un premier temps, de telles tensions avec les indigènes avaient entraîné plusieurs interventions militaires des Grecs dans l'arrière-pays marseillais. Sur la côte, les pirates ligures obligent parallèlement la cité grecque à renforcer constamment la protection de ses lignes commerciales maritimes par la création de places coloniales de défense.
Grand port maritime ouvert sur toute la Méditerranée, Marseille abrita de nombreux marins et explorateurs renommés, comme 
Euthymènes qui explora au-delà des colonnes d'Hercule, les côtes de l’Afrique jusqu'à l'embouchure du fleuve Sénégal au Ve siècle ou surtout Pythéas, qui, vers 340-325 av. J.-C., effectue un voyage dans les mers du nord de l'Europe, atteint l’Islande et le Groenland et approche du cercle polaire. Marseille a redécouvert son port antique en 1967 et a su le mettre en valeur dans le Jardin des Vestiges.
Massalia connaît une forte croissance et devient une cité prospère, vivant des relations commerciales fortes avec la Grèce, l'Asie Mineure puis Rome et l'Égypte. La ville compte entre 30 000 et 40 000 habitants, ce qui en fait le plus grand centre urbain de Gaule. Les principales routes commerciales entre le Nord et l'Ouest de l’Europe et l’Orient empruntant les fleuves (en particulier Rhône et Saône), Massalia occupe une place stratégique. L’ambre, l’étain descendent le Rhône quand remontent le vin et les articles de luxe comme céramique, vaisselle.
C'est aussi probablement par la cité phocéenne que furent introduits en Gaule les premiers vignobles. Les fouilles de 2006 et 2007 sur la colline Saint-Charles ont ainsi mis au jour les vignobles les plus anciens de France. Un vin renommé est produit sur place qui rend nécessaire la fourniture de nombreuses amphores et la production de la céramique. À partir du Ve siècle av. J.-C., les produits locaux se substituent aux importations de Phocée ou d'Athènes.
Enfin, Massalia est à l’origine de la monnaie dans la région en émettant des pièces pour le commerce local dès 490 av. J.-C., puis des oboles d’argent vers 450 av. J.-C., enfin des drachmes d’argent au début du IVe siècle av. J.-C., ces monnaies portant le nom de la ville et acquérant une grande renommée.

### Massilia ville romaine (49av. J.-C.- 414)

#### Le développement auxIeretIIesiècles
À l'époque d'Auguste, la ville connaît une nouvelle grande phase de construction. L'agora-forum est reconstruit comme en témoignent les fragments de dallages découverts par Fernand Benoit au sud des Caves de Saint-Sauveur. Le forum est bordé à l'ouest par un autre grand édifice, le théâtre, dont quelques gradins ont été conservés jusqu'à nos jours dans l'enceinte du collège du Vieux-Port. Des thermes sont installés le long du port : les vestiges, remontés sur la place Villeneuve-Bargemon, sont aujourd'hui visibles quasiment à leur emplacement d'origine derrière l'Hôtel de Ville.
Pendant le Haut-Empire, la zone portuaire est considérable : elle s'étend sur la rive nord de la calanque du Lacydon, en suit la corne du port (Jardin des Vestiges) dont le quai est reconstruit à l'époque flavienne et se prolonge au fond du Vieux-Port actuel. Dans cette zone, les fouilles de la place Général-de-Gaulle ont dégagé une grande esplanade empierrée qui peut correspondre à des salines aménagées. De nombreux entrepôts à dolia sont connus ; une partie de l'un d'entre eux a été conservée en rez-de-chaussée du Musée des docks romains.
Puis, durant le Bas Empire, la ville semble décliner légèrement au profit vraisemblablement d'Arles.

## Marseille pendant le Haut Moyen Âge

### Les invasions barbares (414-536)

Jeu des Puissances en Provence au tournant du VIe siècle.

Entre 414 et 536, les peuples "barbares" se succèdent en Basse-Provence marquant la fin du monde gréco-romain qu'avait connu Marseille depuis près d'un millénaire.
Les Wisigoths, après avoir envahi l'Italie et pillé Rome sous la conduite d'Alaric, envahirent le sud de la France et l'Espagne (412-415) chassant les Vandales et les Suèves. Ils firent le siège de Marseille en 414 mais ne réussirent pas à pénétrer dans la cité. Rome les installa en tant que fédérés dans la Septimanie (Languedoc et Roussillon) et en Espagne.
Les Burgondes dont le roi était Gondebaud qui dominaient la Lyonnaise, le Dauphiné, la Savoie traitèrent en 472 avec le roi des Wisigoths Euric, pour la possession de la Basse-Provence et de Marseille, ou ils entrèrent en 474. Puis, les Ostrogoths, qui ont conquis l'Italie, pénétrèrent à leur tour en Provence ; leur roi Théodoric le Grand négocia avec les Burgondes et acquit la possession de toute cette région, y compris Marseille (512). Théodoric nomma Marobodus gouverneur de Marseille et établit dans cette ville de vastes entrepôts de grains et de munitions.
Les Francs de Clovis qui avaient battu les Wisigoths à Vouillé en 507, s'avançèrent à leur tour vers la Basse-Provence. Vitigès, chef des Ostrogoths voulant réserver toutes ses forces contre Bélisaire qui occupait Rome pour le compte de l'empereur d'Orient Justinien, traita avec eux et leur céda toute la Provence avec Marseille (536).
Pendant toute cette période, Marseille avait maintenu sa prospérité commerciale, et relativement son indépendance culturelle. Au milieu du VIe siècle, Marseille intègre le monde Franc et l'emprise de la chrétienté s'affermit.

### L'âge d'or duVIesiècle
Marseille se développe à nouveau à partir du Ve siècle de notre ère. À l'intérieur de la ville, la construction d'une première grande cathédrale marque la puissance de l'évêque, probablement Proculus, qui tient à rivaliser avec Arles. Deux basiliques funéraires ont été retrouvées en fouille. L'une, hypothétique, fouillée pour moitié dans l'emprise des immeubles du cours Belsunce par J. et Y. Rigoir en 1959 et par G. Bertucchi dans la construction du Centre Bourse en 1974. La seconde est clairement attestée par la fouille de M. Moliner, rue Malaval (2003-2004), avec la découverte d'une memoria intacte sous le chœur.
Sur la corne du port, comblée, se développe un habitat dont on retrouve la trace, hors les murs, jusqu'à l'actuelle bibliothèque de l'Alcazar (fouille M. Bouiron). Sur ce site, on a pu mettre en évidence une continuité directe avec les constructions romaines ; un groupe de bâtiments se développe progressivement entre le Ve siècle et le VIIe siècle, avec dans un dernier état, un vaste bâtiment de type entrepôt. Les bâtiments sont abandonnés au début du VIIIe siècle.
La vitalité du commerce est perceptible par les découvertes de productions céramiques venant de toute la Méditerranée, témoins privilégiés des marchandises qui affluent à Marseille durant la période ostrogothique et mérovingienne. Puis, prise dans les remous des conflits entre rois francs, la ville semble perdre de son importance à partir de la reprise en main de la Provence par Charles Martel et le pillage de la ville qui l'accompagne.

### Les temps troubles (VIIIeetIXesiècles)
En 737, les Francs prennent la ville, la pillent, mettent fin à ses velléités d'indépendance. Il existe peu d'informations sur la Marseille carolingienne, mais il semble que la ville connait ses heures les plus sombres. Les évêques, souvent moines de Saint-Victor comme vers 780, Mauront ou Wadalde (entre 814 et 818) s'efforcent de maintenir leur église. C'est une période très difficile pour la ville, qui est régulièrement pillée par les Sarrasins en 838, par les pirates byzantins en 848, et de nombreux raids sarrasins jusqu'en 923. La population se replie sur une étroite portion de la ville, dit Château Babon : un réduit fortifié construit entre l'entrée du port et la place de Lenche.
En 843, avec le partage de l'Empire carolingien au Traité de Verdun, Marseille fait partie de la Lotharingie et restera Terre d'Empire jusqu'au XVe siècle. Marseille se relèvera lentement de ces deux siècles de dévastations. Dès 904, l'abbaye de Saint-Victor se voit dotée de la rive sud du port par le roi de Provence Louis l'Aveugle. L'absence de mentions dans les chroniques nordiques ne permet pas toutefois d'imaginer que Marseille perd sa place de porte vers la Méditerranée. Il faut toutefois admettre que l'époque reste incertaine, avec les démêlés des derniers carolingiens tout entiers tournés vers l'Italie et n'hésitant pas à traiter avec les Sarrasins lorsque leurs ambitions le nécessitent. Ainsi en 923 ils dévastent le monastère de Saint-Victor et le territoire marseillais. À partir du milieu du Xe siècle, la situation se stabilise. Le comte de Provence choisit un frère de l'évêque Honoratus de Marseille, fils d'Arlulf de Marseille, Guillaume, comme vicomte de Marseille. Ses descendants seront pendant plusieurs générations soit évêque soit vicomtes de Marseille.
La topographie de la ville se laisse difficilement percevoir. Il existe une fortification réduite sur le sommet de la butte Saint-Laurent, c'est le château Babon (castrum Babonis) des textes du XIIe siècle. Le nom de Babon fait référence à un évêque, mentionné à propos d'un polyptyque perdu de l'abbaye de Saint-Sauveur, et qui pourrait avoir exercé au cours du IXe siècle La délimitation de cette enceinte est difficile car cette fortification a déjà pratiquement disparu à la fin du XIVe siècle Aucun vestige n'en est connu. Englobant une partie de la ville haute appartenant à l'évêque, elle devait contenir la zone du fort Saint-Jean et arriver jusqu'à la rue Fontaine-des-Vents, au voisinage de l'actuelle place de Lenche. M. Bouiron a mis en évidence, au contact de cette fortification, un deuxième ensemble fortifié centré autour de la Major, le bourg de la Major qui contient une partie de la butte des Moulins. La mention dans la charte de 904 d'un castrum a été interprétée anciennement comme une mention du Château Babon. Il semble plus vraisemblable de voir, en association avec d'autres mentions d'archives, une troisième fortification, celle-ci relevant du comte, autour de l'ancienne porte d'Italie et du Tholonée, lieu de perception du péage. Ainsi se dessine une ville multipolaire, à l'image de tant d'autres villes du haut Moyen Âge.

## Marseille médiévale
Passé l'an mille, Marseille se révèle à nouveau un port florissant qui participe aux Croisades. Les Marseillais sont présents en Afrique du Nord et possèdent un quartier à Saint-Jean d'Acre. Si la prise de cette dernière met un terme à l'aventure en Terre Sainte, leur présence est largement attestée en Méditerranée tout au long du Moyen Âge. La prise de la ville par les Catalans en 1423 et la destruction qui s'est ensuivie ont occasionné un profond déclin à la fin du Moyen Âge.

### La puissance de Saint-Victor (950-1150)

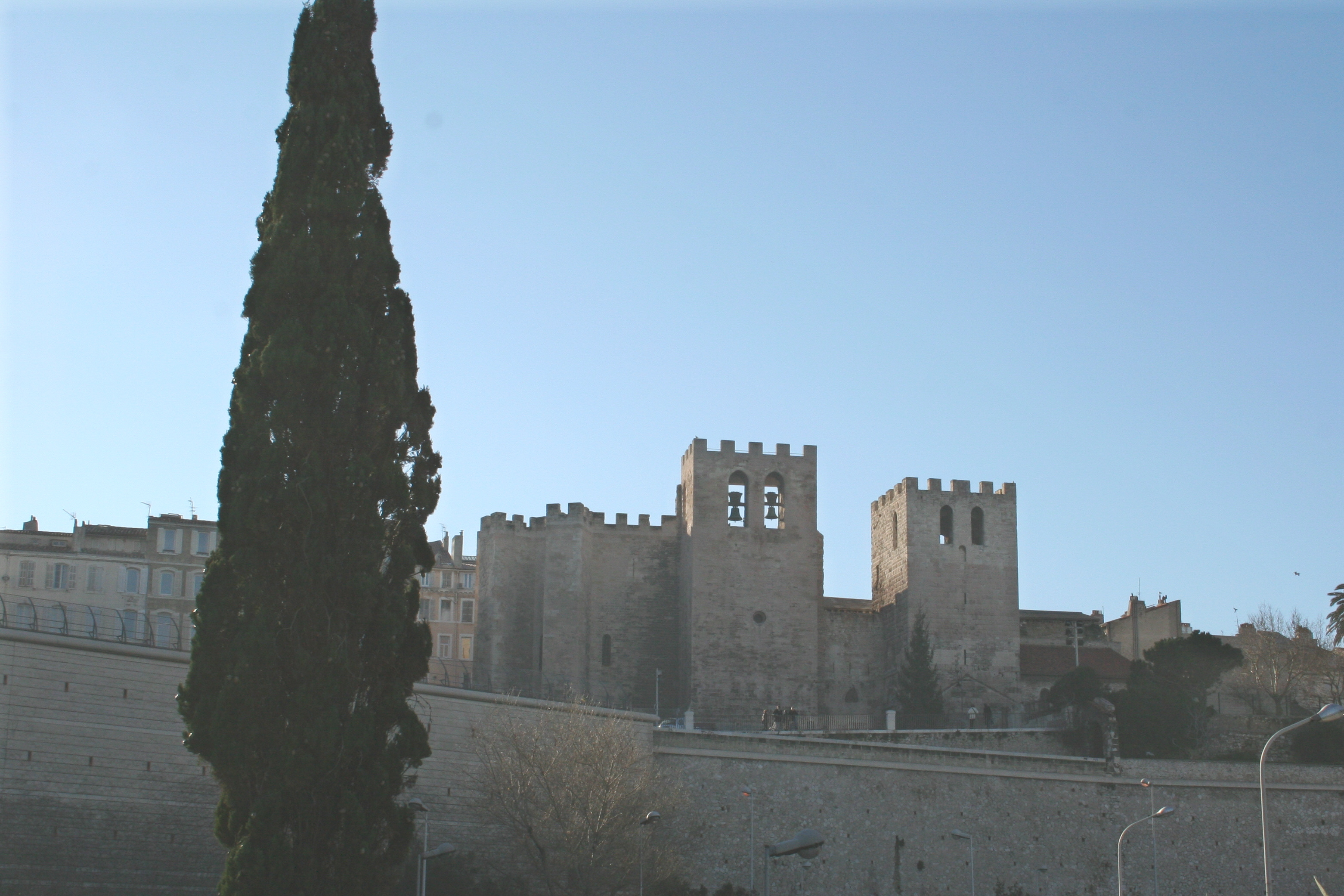
Vue générale de l'abbaye de Saint-Victor. Façade nord des donnant sur le Vieux-Port.

Durant la première moitié du XIe siècle, la stabilité politique et le développement de l'abbaye de Saint-Victor renforcent le développement de la cité. L'indivision entre évêques et vicomtes profite à l'ensemble de la cité, dont la division héritée du haut Moyen Âge s'estompe progressivement. La refondation du couvent de Saint-Sauveur (à l'emplacement de l'église des Accoules), vers 1030, au centre de l'espace situé entre l'ancienne ville comtale et l'ancienne ville épiscopale, a dû s'accompagner d'une renaissance de l'habitat dans cette zone.
À la fin de cette période, la vie s'organise à Marseille entre trois pouvoirs stables, les vicomtes, l'évêque et l'abbé de Saint-Victor. En 976, l'évêque Honorat quitte le monastère et une nouvelle communauté monastique se reforme. L'évêque de Marseille Honorat, introduisant la règle de saint Benoît à l'abbaye de Saint-Victor par une charte du 31 octobre 977. Cette règle implique la mise en place de la libertas sur tous les plans, judiciaire comme économique. Aussi, en 1005, avant de quitter sa charge et de la transmettre à son neveu, Pons Ier, Honorat sépare les menses épiscopales et abbatiales. Les moines choisissent alors comme abbé Guifred, qui dirigeait déjà la communauté depuis l'abbaye de Psalmodie, dans le Gard.
Cette installation des bénédictins inaugure une période brillante pour Saint-Victor, sous la conduite d'hommes remarquables comme les abbés Wilfred ou Guifred (1005-1020) et Isarn (1020-1047). Ce dernier est très lié à Odilon, abbé de Cluny : « Ces deux lumières du monde ne formaient qu'un seul cœur, une seule âme ».
Le fort rayonnement de l'abbaye est également dû aux liens qui unissent les abbés de Saint-Victor aux vicomtes de Marseille et à l'aristocratie provençale, ce qui favorise l'accroissement de son pouvoir temporel et de son patrimoine foncier. Durant cette période où l'abbaye exerce une profonde influence spirituelle et culturelle dans une Provence en pleine réorganisation politique et religieuse, les possessions territoriales de l’abbaye s’accroissent considérablement : rien que dans le diocèse de Marseille, 440 églises et prieurés dépendent de Saint-Victor aux XIe et XIIe siècles. L’abbaye compte également des dépendances dans ceux d’Aix, Fréjus-Toulon, Riez, Gap, Embrun et Vaison-la-Romaine et jusques dans les diocèses d'Auvergne (Saint-Flour, Mende, Rodez), du Languedoc (Nîmes, Béziers, Agde, Narbonne, Albi, Toulouse) en Bigorre et en Catalogne (Barcelone). Elle obtient des possessions jusqu'en Sardaigne (Cagliari, Sassari) et en Castille (Tolède).
À Marseille, toute la rive sud du Vieux-Port appartient désormais aux moines, en particulier la zone sud-est jusqu'à l'actuelle rue Beauvau, où se trouvent de riches salines qu'ils conservent jusqu'à ce que François Ier les annexe en 1518 pour agrandir l'arsenal des Galères. Ils obtiennent le privilège de l'eau jusqu'à la mer. Peu à peu, ils essaiment à travers tout la vicomté, créent plus de soixante prieurés et deviennent l'un des principaux aménageurs agricoles du sud de la Provence. Plus d'une soixantaine de moines et vingt novices vivent à l'abbaye. Saint-Victor redevient un grand centre spirituel et de formation.
L'église supérieure est entièrement reconstruite et est consacrée par le pape Benoît IX, le 15 octobre 1040. Bien que cet acte soit apocryphe, on en a conclu que les scribes ont utilisé un original qu'ils ont modifié pour renforcer le rôle de Saint-Victor au détriment d'Arles, en accordant à l'abbaye le titre de « Secunda Roma ».
Au cours de la deuxième moitié du XIe siècle, les abbés de Saint-Victor sont Pierre (1047-1060), Durand (1060-1065), Bernard de Millau (1065 - 1079) et Richard de Millau (1079-1106). Ce dernier est déjà cardinal lorsqu'il est désigné par le pape pour succéder à son frère Bernard. Il est un des agents les plus actifs de la réforme grégorienne et un des meilleurs auxiliaires des papes Grégoire VII et Urbain II.
Saint-Victor bénéficie d'un avantage exceptionnel en relevant directement du Saint-Siège et non de l’évêque grâce à une bulle du pape Léon IX. Les papes successifs donnent mandat à l'abbaye pour réformer nombre d'anciens monastères. Cardinal lors de son élection en 1079, Richard de Millau devient légat du pape Grégoire VII, puis archevêque de Narbonne, continuant à diriger la communauté. Les abbés de Saint-Victor deviennent au XIe siècle les hommes les plus puissants de la région. En 1073, c'est Raymond, un moine de l'abbaye qui devient évêque de Marseille.
La réalisation du grand cartulaire de Saint-Victor vers 1070-1080 marque l'aboutissement du processus par lequel l'abbaye rompt tous ses liens formels avec l'évêque de Marseille et la famille vicomtale, et s'érige en seigneurie monastique directement soumise au pape. Toutefois à la mort de Grégoire VII, les monastères réformés par Saint-Victor reprennent leur indépendance.

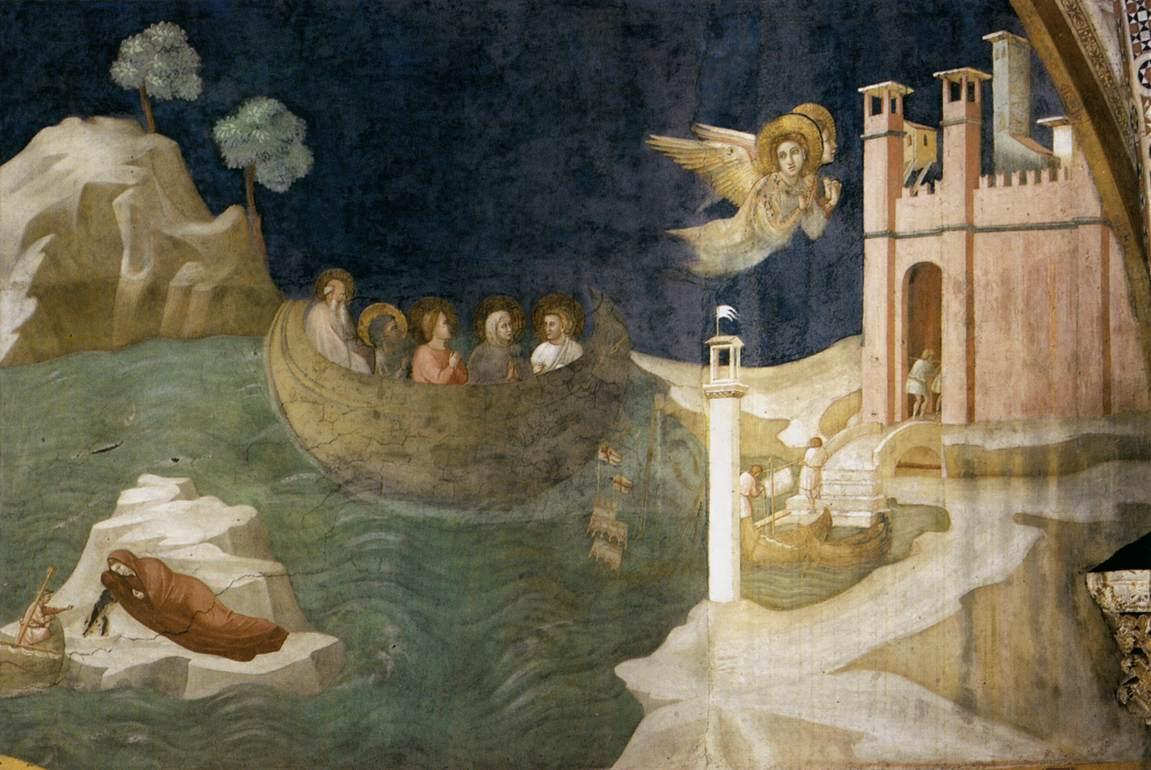
"Voyage de Marie Madeleine à Marseille" réalisée par Giotto di Bondone en 1320 dans l'Église du couvent St François (Chapelle Ste Madeleine) à Assise (Italie)

### La rivalité des comtes et des évêques
Le caractère turbulent de la cité apparaît de manière récurrente dans l'histoire de la ville. La topographie et le caractère marin des marseillais font que les comtes de Provence ont du mal à contrôler Marseille grâce à leur indépendance commerciale. De nombreux conflits éclatent au XIIIe siècle. En 1209, la ville est « interdite » par le légat du pape. Excommunication d'Hugues Fer. En 1216, les habitants de la basse ville entrent en révolte contre l'évêque. En 1218 puis en 1229, après une nouvelle révolte contre l'évêque, l'« interdiction » de la ville et l'excommunication de ses habitants sont prononcées. Elle reconnaît la suzeraineté de Raymond VII de Toulouse. Elle refuse celle de Raimond Bérenger V. L'affrontement se calmera en 1252 avec les premiers accords de paix entre Charles d'Anjou et Marseille, qui s'est soumise.
Autre malheur, la grande peste pénétra en Europe par le port phocéen en 1347.
Le 15 décembre 1437, le comte de Provence René d'Anjou, qui a succédé à son frère Louis III d'Anjou, comme roi de Sicile et duc d’Anjou, arrive à Marseille, et favorise par des privilèges le relèvement de la ville, qu'il considère comme une base maritime stratégique pour reconquérir son royaume de Sicile.
Les Marseillais, en contrepartie, se chargent de la reconstruction des remparts. Le roi René, qui souhaite équiper l'entrée du port d'une solide défense, décide de faire construire sur les ruines de l’ancienne tour Maubert, une nouvelle tour plus importante. Jean Pardo, ingénieur, en conçoit les plans et Jehan Robert, maçon de Tarascon, exécute les travaux. Cette construction s’échelonne de 1447 à 1453. Le Roi fait édifier les fondations du piédestal, puis les travaux sont suspendus faute de crédits et c’est finalement grâce à l’aide des habitants de Marseille et notamment de la corporation des pêcheurs qu’ils peuvent reprendre. Cette tour, dite tour du roi René, sera englobée au XVIIe siècle dans le fort Saint-Jean construit sur ordre de Louis XIV.
L'indépendance économique et politique de Marseille par rapport à la France perdure jusqu'à la fin du XVe siècle. Il faut attendre Charles Ier d'Anjou pour que Marseille perde l'autonomie qu'elle a acquise en rachetant les droits seigneuriaux aux vicomtes de Marseille. La cour comtale est installée à Aix-en-Provence. Lors de la transmission au royaume de France du comté de Provence (1481), les institutions provinciales restent dans cette ville. Cette rivalité Aix / Marseille trouve plusieurs échos dans l'histoire des deux villes, notamment lors du retrait du pouvoir épiscopal de Marseille. Cette rivalité est encore palpable de nos jours.

## Marseille de la Renaissance à la Révolution

### Guerres d'Italie et alliance ottomane
En 1516, François Ier, en pèlerinage dans la région, est attiré par la curiosité de voir un rhinocéros. (Cet animal est un cadeau du roi du Portugal Emmanuel Ier au pape Léon X, le navire faisant escale sur l'île d'If.) François Ier rend une visite à la ville et en profite pour étudier la situation géographique de la ville ; il estime alors qu'elle manque de défenses.

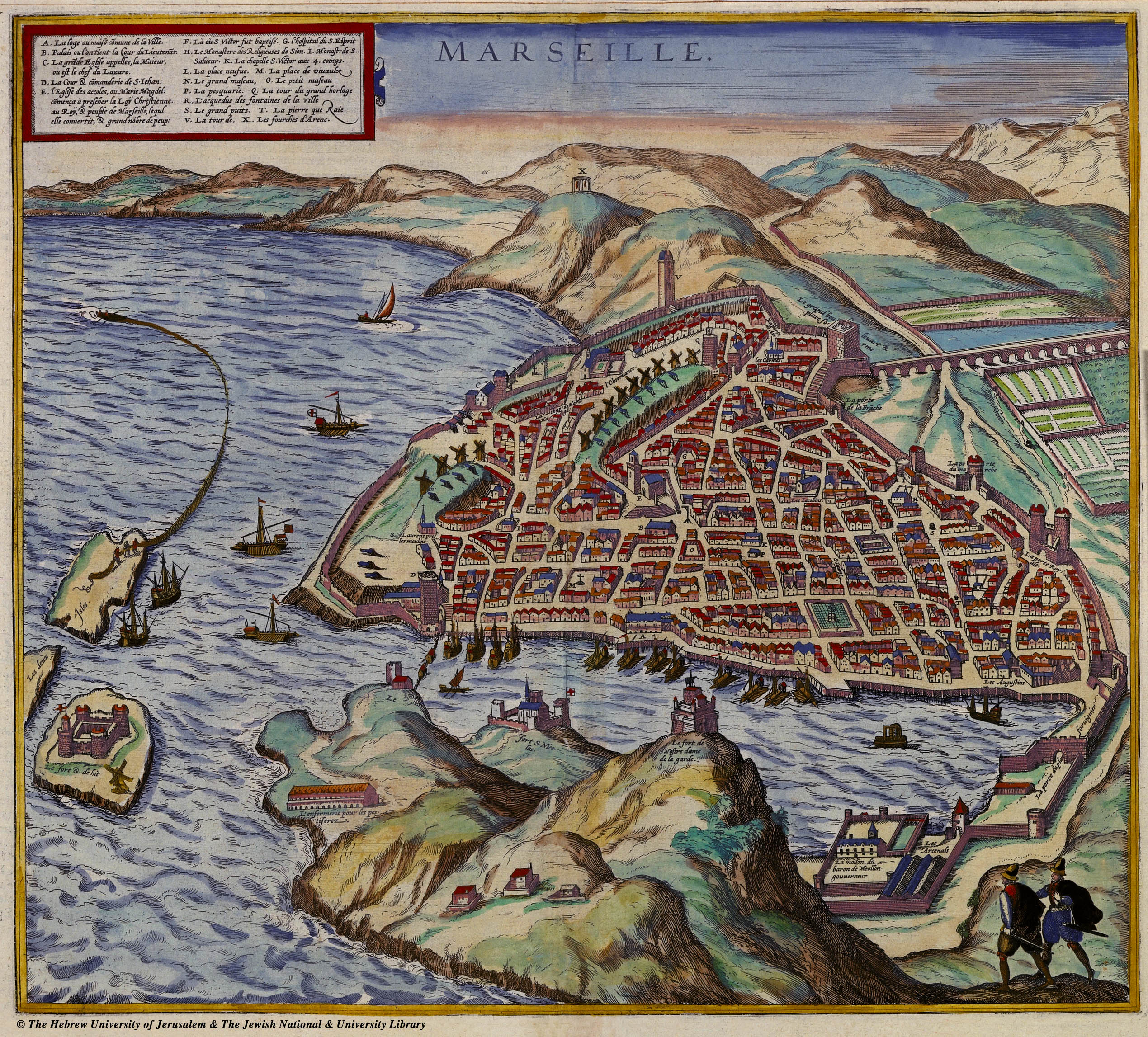
Marseille en 1575.

En 1524, l'armée française, battue dans la sixième guerre d'Italie, se replie, poursuivie par l'armée du Saint-Empire qui pille les environs et assiège Marseille. La ville résiste et permet à l'armée française de se réorganiser et de contraindre l'armée impériale à retourner sur ses terres.
La prise de la ville est évitée de peu et rend encore plus évidente la nécessité de renforcer ses défenses. François Ier ordonne la construction de deux forts royaux, l'un sur l'île d'If, et l'autre à Notre-Dame de la Garde. Il fait ainsi bâtir le château d'If entre 1526 et 1529 et fait ériger un rempart en pierre à Notre-Dame de la Garde.
En 1536, les travaux de Notre-Dame de la Garde sont achevés, à temps pour défendre la ville contre les troupes de Charles Quint, qui est lui aussi repoussé.
À partir du 15 octobre 1536, dans le cadre de l'alliance franco-ottomane, la flotte ottomane de Khayr ad-Din Barberousse prend ses quartiers d'hiver à Marseille avec 30 galères. C'est la première fois qu'une flotte turque séjourne officiellement sur la côte française.
En août 1543, les forces françaises, dirigées par François de Bourbon, parties de Marseille, et les forces ottomanes dirigées par Barberousse et disposant d'une base temporaire à Toulon, font leur jonction pour assiéger Nice, sans succès.
L'alliance franco-ottomane aura une conséquence plus durable : les Capitulations signées à partir de 1528 entre la France et la Sublime Porte donnent au roi de France un droit de protection sur les églises, pèlerins et voyageurs catholiques dans les États du sultan. À partir de 1535, le commerce français avec la Méditerranée orientale depuis le port de Marseille s'accroît considérablement et obtient une position dominante dans les échelles du Levant.

### Marseille ligueuse
Pendant les guerres de Religion, Marseille reste ancrée dans le catholicisme. Entre 1585 et 1596, elle choisit le parti de la Ligue catholique et rejette l'autorité de Henri III puis de Henri IV, même quand ce dernier a abjuré le protestantisme en 1593. À mesure que les villes du royaume se rallient l'une après l'autre au nouveau roi, Marseille se rend quasi indépendante, rejette l'autorité du parlement de Provence et négocie directement avec le roi d'Espagne, le duc de Savoie et le grand-duc de Toscane. Le régime ligueur, par crainte d'une défection des partisans de Henri IV, évolue en dictature dirigée par Charles de Casaulx et Louis d'Aix. Un groupe mené par le Corse Pierre Baglione dit Libertat s'entend en sous-main avec Charles de Guise, commandant des troupes royales, pour lui livrer la ville : Casaulx et Louis d'Aix sont assassinés le 17 février 1596, leurs noms rayés des registres et inscriptions, et un Conseil de ville dévoué à Henri IV se met en place. Cependant, même après la proclamation de l'édit de Nantes, le culte protestant reste interdit à Marseille et Aix : les calvinistes doivent célébrer leur service à Velaux.

### Essor desXVIIeetXVIIIesiècles

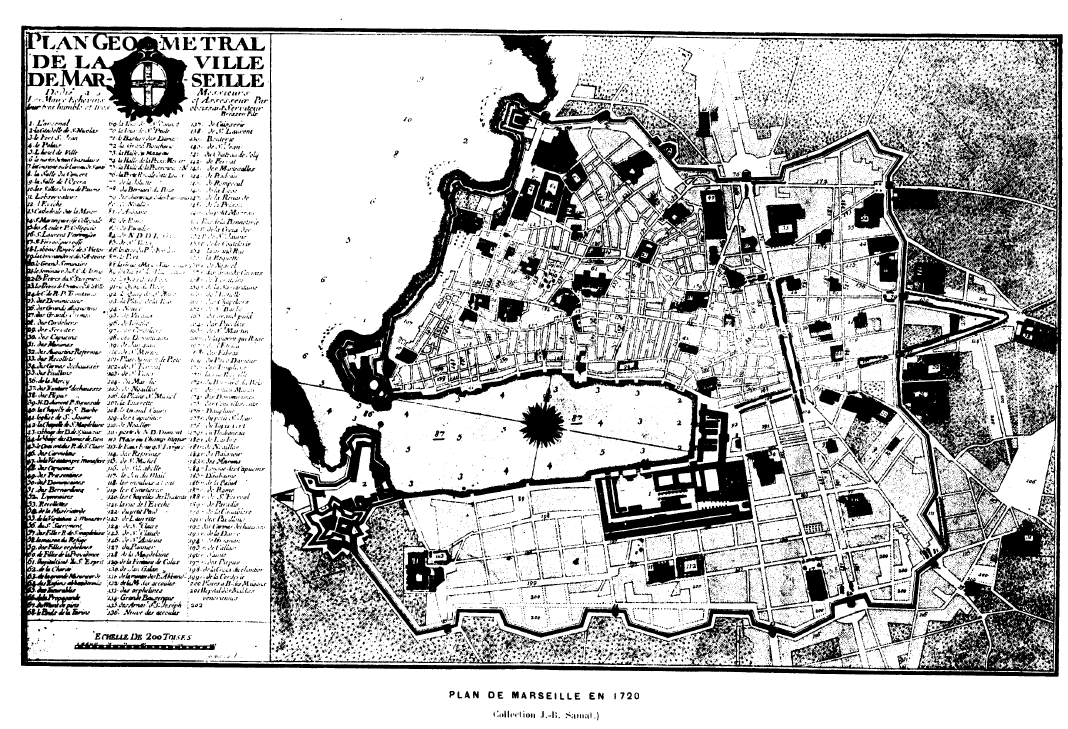
Plan de Marseille en 1720

Le centre-ville se transforme dès le milieu du XVIIe siècle avec les premiers aménagements encore modestes de cours, places et avenues aux façades classiques ordonnancées d'après les projets de Pierre Puget, hors des murailles médiévales, notamment en direction de la fameuse Canebière, qui ne deviendra cependant la grande artère qui descend jusqu'au Vieux Port qu'à la fin du XVIIIe siècle.
En mars 1620, 45 « Turcs » (Maghrébins) présents dans la ville sont massacrés à la suite de la nouvelle de crimes commis par des corsaires au large de Fréjus, ce qui entraîna des incidents diplomatiques entre la France et la Régence d'Alger. Il s'agit du massacre des Turcs à Marseille.
L'année 1720 voit cependant l'arrivée de la peste qui va porter un rude coup à la démographie de la cité (38 000 victimes sur 75 000 habitants). L'évêque de l'époque consacra alors Marseille au Sacré-Cœur.
En dehors du centre ville, l'agglomération marseillaise comporte un paysage structuré de bastides. Dans le même temps, Marseille, qui possède la plus ancienne Chambre de commerce de France (fondée en 1599), acquiert la notoriété d'un port mondial. Avec ce grand essor du commerce moteur de l'économie marseillaise, la démographie explose et situe désormais Marseille au 3e rang des villes françaises.
En 1773, Jean-Baptiste Grosson, notaire royal et homme cultivé, qui s'intéresse beaucoup à l'histoire de sa ville natale, et publie de 1770 à 1791 l’Almanach historique de Marseille, fait paraître un ouvrage intitulé Recueil des antiquités et des monuments marseillais qui peuvent intéresser l’histoire et les arts, qui fit longtemps référence pour l'histoire des monuments de la ville de Marseille.
Tout au long du XVIIIe siècle les Marseillais se lancent dans le commerce triangulaire, échangeant avec les peuples africains produits finis (tissu, verroterie, arme à feu) contre esclaves, ces derniers servant de monnaie d'échange aux Amériques contre argent ou produits tropicaux (sucre, coton, vanille). Marseille se place après les ports atlantiques dans ce commerce.

## Marseille sous la Révolution et l'Empire

### Marseille sous la Révolution

#### Une ville révolutionnaire

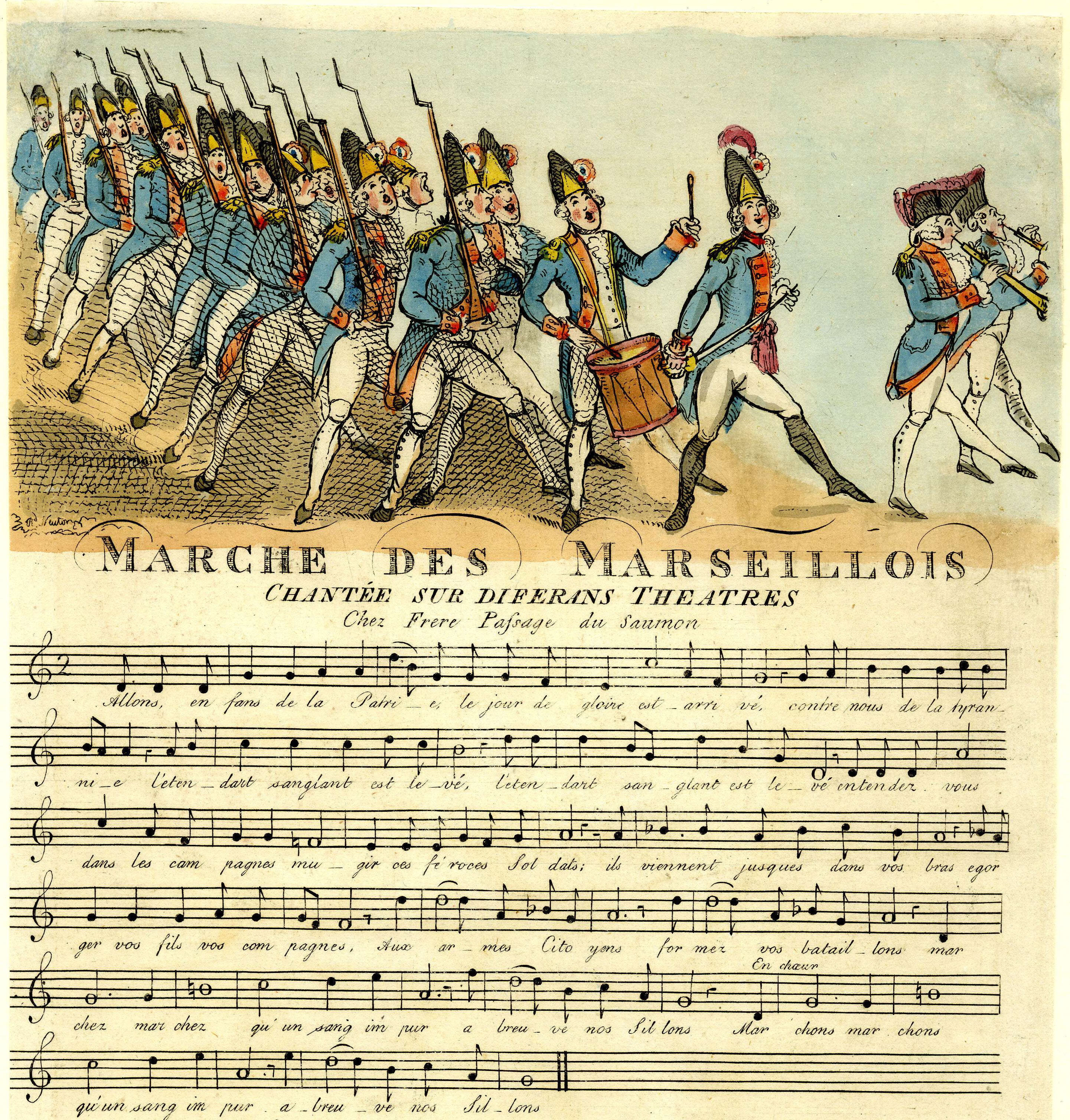
Marche des Marseillois chantée sur différents théâtres, édition anglaise, 1792.

En 1789, Marseille est une ville prospère de 120 000 habitants. Elle est administrée par une oligarchie locale et conserve quelques privilèges comme de ne pas recevoir de troupes royales. En Provence, elle a le statut de  « Ville adjacente » et ne prend pas part aux États provinciaux qui siègent à Aix, tout comme le gouverneur, le Parlement et les autres administrations royales. Les corporations, bien qu'affaiblies par les réformes de Turgot en 1776, conservent un rôle important dans la vie sociale ; elles comptent environ 8 000 maîtres dont un millier de portefaix, et trois d'entre elles, les marchands, les médecins et les avocats, siègent au conseil de ville. Lors de l'élection des États généraux en mars 1789, tous les corps de métier sont consultés et prennent part à la rédaction des cahiers de doléances. Les 23-24 mars, une émeute éclate, provoquée par la cherté des subsistances. Les classes populaires réclament une représentation au sein du conseil de ville. Le gouverneur militaire Caraman, les échevins et l'orateur Mirabeau, futur chef de file du Tiers état à Versailles, s'entendent pour la création d'une garde bourgeoise pour assurer l'ordre. Le conseil de ville, élargi à la noblesse, au clergé et à la plupart des corporations, décide une réforme de la fiscalité : les taxes sur les comestibles ne doivent plus être la seule ressource de la ville qui lance en outre un emprunt de 600 000 livres. Le 20 mai, Caraman rentre dans la ville et, tout en laissant ses troupes campées hors de l'enceinte, impose un retour à l'ancienne forme du conseil de ville : 21 corporations sont écartées. Le 20 août 1789, à la suite de l'émeute de la Tourette, Caraman fait entrer des troupes royales dans la ville en violation des privilèges municipaux. Le 16 septembre, le député d'André arrive à Marseille comme commissaire du roi pour rétablir la paix dans la ville. La loi du 14 décembre 1789, entrée en vigueur en février 1790, remplace l'élection des conseillers municipaux par ordres et quartiers par un système uniforme de suffrage individuel.
La période révolutionnaire voit aussi une profusion de journaux locaux. Le Journal de Provence, fondé par Ferréol Beaugeard et qui devient en 1792 le Journal de Marseille, réputé pour ses informations économiques, maintient une ligne révolutionnaire modérée : il accueille favorablement la monarchie constitutionnelle puis la République, avant de s'engager farouchement dans le camp de l'insurrection girondine en août 1793. Il est concurrencé par L'Observateur marseillais, Le Journal des départements méridionaux et des amis de la Constitution de Marseille, L'Observateur du Midi.
En 1792, après l'entrée en guerre de la France, Rouget de Lisle, jeune officier du génie, compose à Strasbourg le « Chant de guerre de l'Armée du Rhin ». Cet hymne, qui a été édité, parvient à Marseille alors que se rassemblent les volontaires  de la Garde nationale qui veulent marcher aux frontières. 500 d'entre eux, arrivant à Paris, sont reçus par un banquet au cours duquel un certain François Mireur chante l'œuvre venue d'Alsace. Elle soulève l'enthousiasme et les assistants la reprennent en chœur. Le nouvel hymne trouve aussitôt son nom : c'est la Marseillaise. Le chant révolutionnaire est repris par les Fédérés marseillais lors de la journée du 10 août 1792.

#### Ville-sans-Nom
En juin 1793, la chute des girondins, parti bien représenté dans le Midi, déclenche les insurrections fédéralistes dans les provinces et particulièrement le soulèvement de Marseille contre la Convention nationale. Après sa prise par l'armée envoyée par le Comité de Salut public, Marseille, du 6 janvier au 12 février 1794, est officiellement ville « sans nom » (Ville-sans-Nom) et ainsi désignée,,. C'est Étienne-Christophe Maignet, envoyé dans un souci d’apaisement après les excès de Fréron, qui redonne son nom à la ville.

#### Luttes de partis sous le Directoire
Après la chute de Robespierre, les Jacobins sont à leur tour évincés du pouvoir et pourchassés lors de la Terreur blanche : le 5 juin 1795 au fort Saint-Jean, une bande antijacobine fait irruption et massacre les jacobins détenus. Le journaliste Ferréol Beaugeard, qui avait temporairement émigré après la défaite des fédéralistes, reprend en juin 1795 la publication du Journal de Marseille et dénonce sans mesure le régime criminel des robespierristes. Le même journal note en décembre 1795 la dégradation de la situation économique et sociale avec la chute de l'assignat : « Chaque jour, on dit que les denrées ne peuvent pas avoir un prix plus fort, et chaque jour, elles renchérissent ». À la fin de 1795, le conventionnel Fréron est de nouveau envoyé à Marseille pour pourchasser les contre-révolutionnaires : il dissout les administrations du département, du district et de la municipalité de Marseille. Le journaliste Peyre Ferry fils fait paraître L'Observateur du Midi pour « combattre à outrance les royalistes, les émigrés, les prêtres réfractaires et les sabreurs ». Républicains de tendances opposées, Beaugeard et Ferry ne cessent d'injurier le parti adverse. Si l'administration de Fréron était favorable aux anciens jacobins, après son départ, le Directoire envoie en mission le général Amédée Willot, très antijacobin et qui emploie la force militaire pour arrêter les politiciens suspects : la ville est en état de siège pendant toute la période du Directoire.

### Marseille sous l'Empire

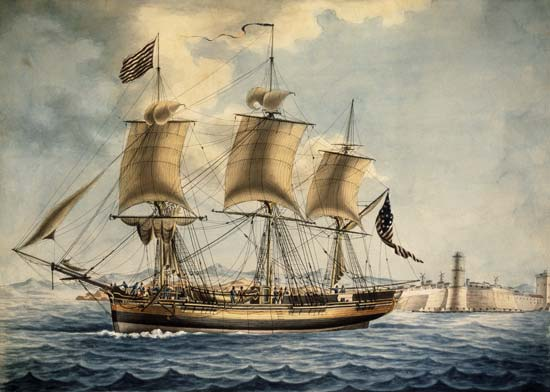
Arrivée d'un navire marchand américain à Marseille en 1806 : les États-Unis, pays neutre, échappent au blocus britannique. Aquarelle de Nicolay Cammillieri, 1807.

La période du Consulat et de l'Empire est marquée par plusieurs grands travaux. Charles Delacroix, premier préfet des Bouches-du-Rhône, établit le siège de la préfecture à Marseille à la place d'Aix-en-Provence ; il fait abattre la vieille enceinte, remplacée par une série de boulevards s'achevant par le cours Bonaparte (actuel cours Pierre-Puget). Le Théâtre-Français, aujourd'hui le théâtre du Gymnase, est commencé en 1801. Le lycée impérial, la première Bourse de commerce sont aussi des créations de cette période. La ville reconnaissante fait don à l'empereur du vaisseau Ville de Marseille. Cependant, le commerce de la ville est lourdement pénalisé par l'expédition d'Égypte qui lui ferme temporairement les échelles du Levant, par la guerre ruineuse contre la Grande-Bretagne et par le blocus continental. L'impopularité du régime grandit : en août 1812, la police découvre la conspiration d'Antoine et Joseph Charabot qui visait à soulever Marseille et la Provence et faire débarquer les Britanniques. Le complot est réprimé mais, en 1814, Marseille accueille avec enthousiasme la nouvelle de la première abdication de Napoléon et de la restauration des Bourbon. Le préfet Thibaudeau doit s'enfuir pour échapper à l'émeute.
Lors du retour de l'île d'Elbe de Napoléon en 1815, des volontaires royalistes se rassemblent à Marseille pour marcher contre lui mais le maréchal Masséna, nommé gouverneur militaire par Louis XVIII, arrive à retarder leur départ tandis que Napoléon avance vers Paris, détrône Louis XVIII et établit le gouvernement des Cent-Jours. Une compagnie de volontaires marseillais tente de rejoindre le duc d'Angoulême qui cherche à rassembler les partisans des Bourbon dans le Midi mais elle est écrasée au col de La Saulce. Le 12 avril 1815, Marseille est pratiquement la dernière ville de France à reconnaître l'empereur et hisser le drapeau tricolore. La parade militaire du Champ de mai est mal accueillie par la population et la troupe ouvre le feu sur la foule. Le 25 juin 1815, l'annonce de la défaite de Waterloo soulève le parti royaliste qui envahit la préfecture : après une fusillade confuse autour du fort Saint-Jean, le général Verdier se replie vers Toulon avec le reste des troupes fidèles à Napoléon. Marseille relève le drapeau royal et une nouvelle Terreur blanche coûte la vie à plusieurs fidèles de l'Empire, parmi lesquels d'anciens mamelouks de la Garde impériale massacrés par la foule du 25 au 27 juin. Le 10 juillet, le marquis de Rivière, nommé par le duc d'Angoulême, prend le commandement de la ville au nom du roi. La flotte britannique de Lord Exmouth débarque à Marseille où elle est acclamée.

## Marseille auXIXesiècle

### Les conditions de la croissance (1830-1870)
À partir de 1816, une mutuelle des portefaix, dirigée par six prieurs, réussit à prendre le contrôle des embauches sur le port.
En 1835 encore, Marseille a seulement quatre huileries de graines. Puis en 1851, l'huilerie-savonnerie marseillaise fut révolutionnée par l'invention du savon blanc cuit (ou « liquidé ») contenant plus d'eau que le savon marbré bleu et fabriqué selon un autre procédé. Ces premiers « savons blancs » sont fabriqués à partir des sous-produits des oléagineux, par opposition aux « savons verts » (ou bleus) à base d'olive, les huiles de palmiste et de coprah pouvant désormais remplacer l'huile d'olive.
En 1851, le roi Sodji de Porto-Novo signe un traité de commerce et d'amitié avec la France pour développer l'exportation d'huile de palme. Il fait planter de nouvelles palmeraies au nord de Porto-Novo, sur les conseils des négociants afro-brésiliens qui tirent bénéfice des Traites négrières et sont en lien avec des négociants français. Il veut protéger son commerce d'huile de palme et fait planter de nouvelles palmeraies au nord de Porto-Novo, dont les savonneries marseillaises seront le débouché.
En 1863, Marseille compte 16 fabriques de  savon blanc pour 36 fabriques de savon traditionnel. En 1870, c'est déjà 42 usines triturant les graines d'oléagineux et un marché en plein essor. Résultat, pour l'ensemble de la France, les importations de graines oléagineuses sont multipliées par 175 entre 1835 et 1870.
La fin en 1864 du protectorat français créé par roi Sodji de Porto-Novo est une étape importante dans l'Histoire de la culture de l'arachide car les palmeraies ainsi mises en orbite dans le commerce colonial français en sortent peu après, obligeant à trouver de nouvelles matières premières pour les savonneries marseillaises qui en avaient profité.

### L'âge d'or des colonies (1870-1914)
Le XIXe siècle, avec son cortège d'innovations industrielles (dont l'apparition de la navigation à vapeur), la fin de la piraterie barbaresque, les conquêtes coloniales de la France dès 1830 puis le percement du canal de Suez, stimule le commerce maritime et la prospérité de la ville qui passe d'environ 300 000 habitants en 1870 à environ 600 000 habitants en 1940.
La zone portuaire déborde de son périmètre historique (le Vieux-Port) et s'étend à partir de 1844 aux rivages Nord. Les actuels bassins de la Joliette sont ouverts en 1853, ceux du Lazaret et d'Arenc en 1856.
La banque de Marseille la plus réputée est alors celle fondée par Pierre Pascal II au début de l'Empire.
Marseille célèbre cette richesse à travers les expositions coloniales de 1906 et 1922 qui connaissent un vif succès.

#### Grands chantiers duXIXesiècle

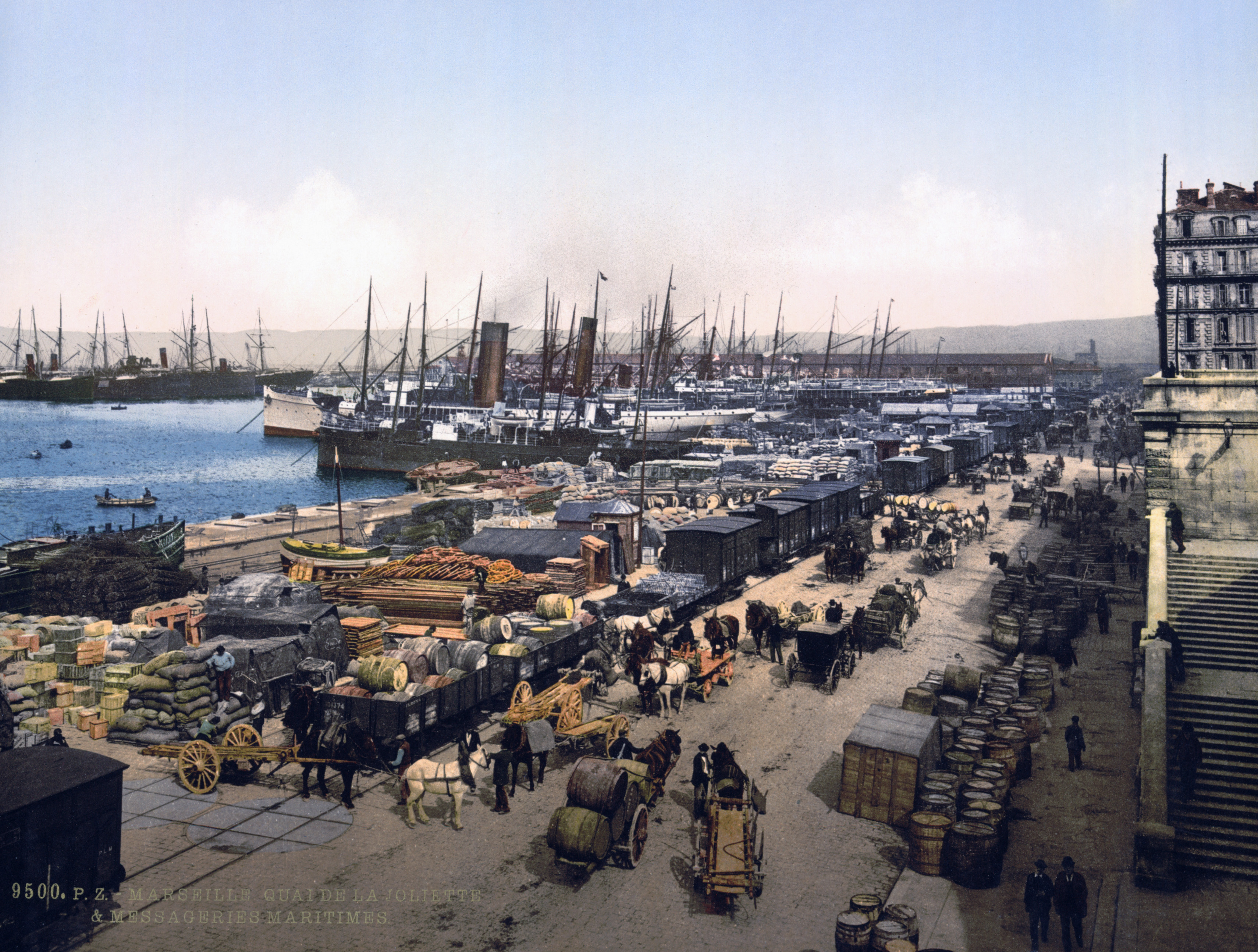
Le quai de la Joliette et les Messageries maritimes dans les années 1890.

L'accroissement territorial et démographique de la ville est à l'origine d'un chantier majeur du siècle : l'adduction des eaux de la Durance, décidée dès 1834 par le maire Maximin Consolat. Cette mesure s'impose d'autant plus que sévissent cette année-là une grande sécheresse et une épidémie de choléra. La construction par 5 000 ouvriers du canal de Marseille, long de 87 km, demande onze ans de travaux, et l'eau de la Durance arrive le 8 juillet 1847 à Marseille. En 1862, afin de commémorer cet événement, l'architecte d'origine nîmoise Henry Espérandieu (1829-1874) est chargé de réaliser un vaste monument « à la gloire de l'eau » ; c'est le palais Longchamp, qui est inauguré en août 1869.
Ce dernier a également édifié la basilique de Notre-Dame de la Garde à partir de 1853 (elle est consacrée en 1864) et intervient aussi sur le grand chantier de construction de la nouvelle cathédrale de La Major sur les quais de la Joliette. Il réalise également de 1864 à 1874 le palais des Arts situé place Carli et participe à la construction de la monumentale préfecture.
L'autre grand chantier du siècle est, comme partout en France à cette époque, lié à l'arrivée du chemin de fer. Marseille est reliée à Avignon au début de l'année 1848, à Lyon en 1854, à Paris en 1857. La gare terminus, établie sur la butte Saint-Charles, fait l'objet de nombreux remaniements et aménagements jusqu'à la fin du siècle.
En 1871, pendant le soulèvement de la Commune de Paris, la ville connaît une insurrection similaire qui dure quinze jours. La préfecture est bombardée et le chef des insurgés, un avocat modéré, Gaston Crémieux est fusillé au Pharo.
En 1884 sévit une nouvelle épidémie de choléra. En 1891 débutent les travaux d’un réseau d'assainissement aboutissant à la construction d'un grand collecteur.
Ces grands chantiers sont à l'origine d'une forte immigration italienne dans la ville appelée alors « Marseille, ville italienne », le recensement de 1901 y dénombrant 90 000 Italiens, dont de nombreux Toscans. Accusés de briser les grèves en proposant leur force de travail pour un bas salaire, ils font l'objet d'une italianophobie virulente qui se révèle lors des Vêpres marseillaises en 1881.

## Marseille de 1914 à nos jours

### L'amorce du déclin (1920-1939)
L'ancien canal d'Arles à Bouc ne permettait pas un trafic suffisant entre Marseille et le Rhône, et le trafic du port phocéen était dépassé par ceux de Hambourg, Anvers, Rotterdam et Gênes. Le percement du canal de Marseille au Rhône, long de 81 km dont 7,2 km pour le tunnel du Rove, voté en 1902, commencé en 1916 et ouvert à la navigation en 1927, permet d'assurer une liaison sûre à l'abri du mistral. Cependant, la zone industrielle de l'étang de Berre, retardée par le manque de capitaux et les obstacles juridiques, est à peine ébauchée en 1940,.
Terre d'accueil pour les réfugiés arméniens, antifascistes italiens, républicains espagnols, la ville élit Siméon Flaissières qui conduit une politique de socialisme municipal. Toutefois, Simon Sabiani proche du milieu marseillais est premier adjoint de 1929 à 1935 et maire intérimaire en 1931 à la mort de Siméon Flaissières. Le clientélisme municipal appuyé par les gangs donne à Marseille une image de roman noir sans empêcher la coexistence, souvent chaleureuse, des habitants de toutes origines à qui la construction du stade Vélodrome en 1935 donne un nouveau lieu d'identification commune.
En 1938, Marseille connaît le terrible incendie du magasin les Nouvelles Galeries qui cause la mort de 73 personnes et ravage quelques immeubles sur la Canebière. Devant l'ampleur du sinistre, les sapeurs-pompiers de Marseille, mal équipés et mal entraînés se montrent impuissants à éteindre le sinistre. Édouard Daladier qui est présent pour le congrès du Parti radical et logé dans l'hôtel de Noailles faisant face aux Nouvelles Galeries en flammes, déclare : « N'y a-t-il donc personne pour faire régner l'ordre dans cette ville ? »
Le gouvernement décide de protéger la ville par une unité militaire. Les 32 marins-pompiers de l'arsenal militaire de Toulon venus en renfort ayant fait forte impression, la sécurité incendie de la ville est donc confiée à une unité de la marine nationale. Le bataillon de marins-pompiers est créé par un décret-loi de juillet 1939.
La ville ayant par ailleurs de lourds problèmes financiers, Marseille est mise sous tutelle et dirigée par un administrateur extraordinaire jusqu'à la Libération en 1944.

### Seconde Guerre mondiale (1940-1945)

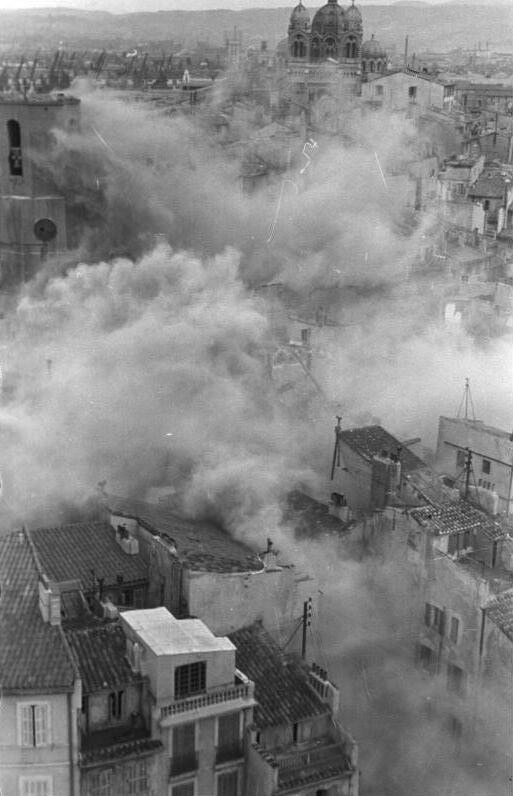
Dynamitage du quartier du Vieux-Port en janvier 1943

Le 1er juin 1940, un bombardement allemand cause la mort de 32 Marseillais et en blesse une soixantaine d'autres, le jour même où le bataillon de marins-pompiers, récemment créé, quitte la caserne provisoire de la rue de Lyon et prend possession de celle du boulevard de Strasbourg.
À la suite du débarquement américain en Afrique du Nord, le 11 novembre, les troupes allemandes franchissent la ligne de démarcation et Marseille se trouve occupée le 12 novembre 1942, comme le reste de la Zone libre. La ville souffre grandement de l'occupation.
Les « rafles de Marseille » sont conduites en janvier 1943. Dans la nuit du 22 au 23, plusieurs milliers de personnes sont arrêtées par la police française dans toute la vieille ville (quartiers Opéra, Belsunce, Vieux-Port) puis déportées. Deux jours plus tard, le 24, sous l'autorité du général SS Oberg et en concertation avec les autorités françaises (dont René Bousquet, secrétaire général de la police), la rive nord du Vieux-Port, qualifiée de quartier criminel par les nazis, est évacuée. Les habitants doivent quitter leur domicile avec un maximum de 30 kg de bagages. 30 000 personnes sont expulsées. Entre le 1er et le 18 février, les artificiers allemands procèdent à la destruction du quartier : 1 500 immeubles sont dynamités, laissant un champ de ruines jusqu'à la Libération.
Le 20 octobre 1943, la Gestapo arrête 30 enfants juifs cachés au château de La Verdière, ainsi que 14 adultes qui étaient présents (dont 9 mères et la directrice Alice Salomon). Tous sont déportés à Auschwitz par les convois 61, 62 et 68.
Marseille subit également plusieurs alertes aériennes et des attaques sévères. Du 25 au 27, Marseille mais également Salon, Avignon, Nîmes et Montpellier sont touchées par des escadres de la 15th AF arrivées d'Italie par Fréjus.  Les deux vagues du bombardement américain du 27 mai 1944 sont particulièrement dévastatrices compte tenu de l'insuffisance des abris antiaériens et de l'imprécision des lachers. Dans le cadre général des bombardements du 25 au 27 sur le sud est de la France, Il vise les voies de communications en vue du débarquement, ciblant ainsi les gares (Saint-Charles et la Blancarde) mais touche les quartiers voisins dont le haut de la Canebière avec le siège de la défense passive et de la S.T.E.G. (organisation des secours) et cause la mort de 2 000, 2 700 à 3 000 personnes selon les sources, en blessant environ 6 000. Chassés par la Luftwaffe au retour, visés par la Flack, victimes d'incidents, beaucoup ne rentreront pas. Saint Exupéry retournant en Corse à bord de son Lockheed P-38 Lightning avait subi le même sort devant Marseille lors de sa mission du 31 juillet 1944, l'avion  finissant dans les eaux au large de l'île de Riou.
Ces bombardements mettent fin à la grève du pain lancée pour désorganiser l'ennemi. La collaboration en profite pour fustiger les alliés.
Le 15 août 1944 a lieu le débarquement en Provence. À cette occasion, l'occupant fait sauter les installations portuaires : plus de 200 navires sont coulés et le célèbre pont transbordeur détruit.
Les FFI de Marseille (et parmi eux Gaston Defferre) préparent la libération de la ville. Le lundi 21 août, ils lancent l'insurrection accompagnée d'un mot d'ordre de grève générale. Mais mal armés et peu nombreux, leur position est critique jusqu'à l'arrivée des tirailleurs algériens du général de Monsabert qui pénètrent dans Marseille le mercredi 23. Les combats avec l'armée allemande se poursuivent plusieurs jours, jusqu'à la capitulation du général Schaefer le 28 août. Le 29, le général de Lattre de Tassigny assiste au défilé de l’armée d'Afrique sur la Canebière.

### Après-guerre et difficultés (1945-1980)
Les premiers grands projets de reconstruction décidés pour Marseille par le Ministère de la Reconstruction et de l'Urbanisme (MRU) en 1945-46 sont la reconstruction du Vieux-Port (réalisée entre 1947 et 1960), l'Unité d'habitation de Le Corbusier (réalisée entre 1947 et 1952) et les cités Saint-Just Palmieri et Garderie (1re tranche Palmieri réalisée entre 1947 et 1950).
Marseille connaît une période économique très difficile à partir des années 1950 avec l'indépendance progressive des colonies françaises puis dans les années soixante-dix, la crise qui met à mal sa structure industrielle.
En 1962, Marseille accueille des dizaines de milliers de Pieds-Noirs fuyant l'Algérie indépendante.
La « ratonnade » de 1973 est, notamment à Marseille, une vague de violences racistes envers des Algériens pendant l'été et l'automne 1973.

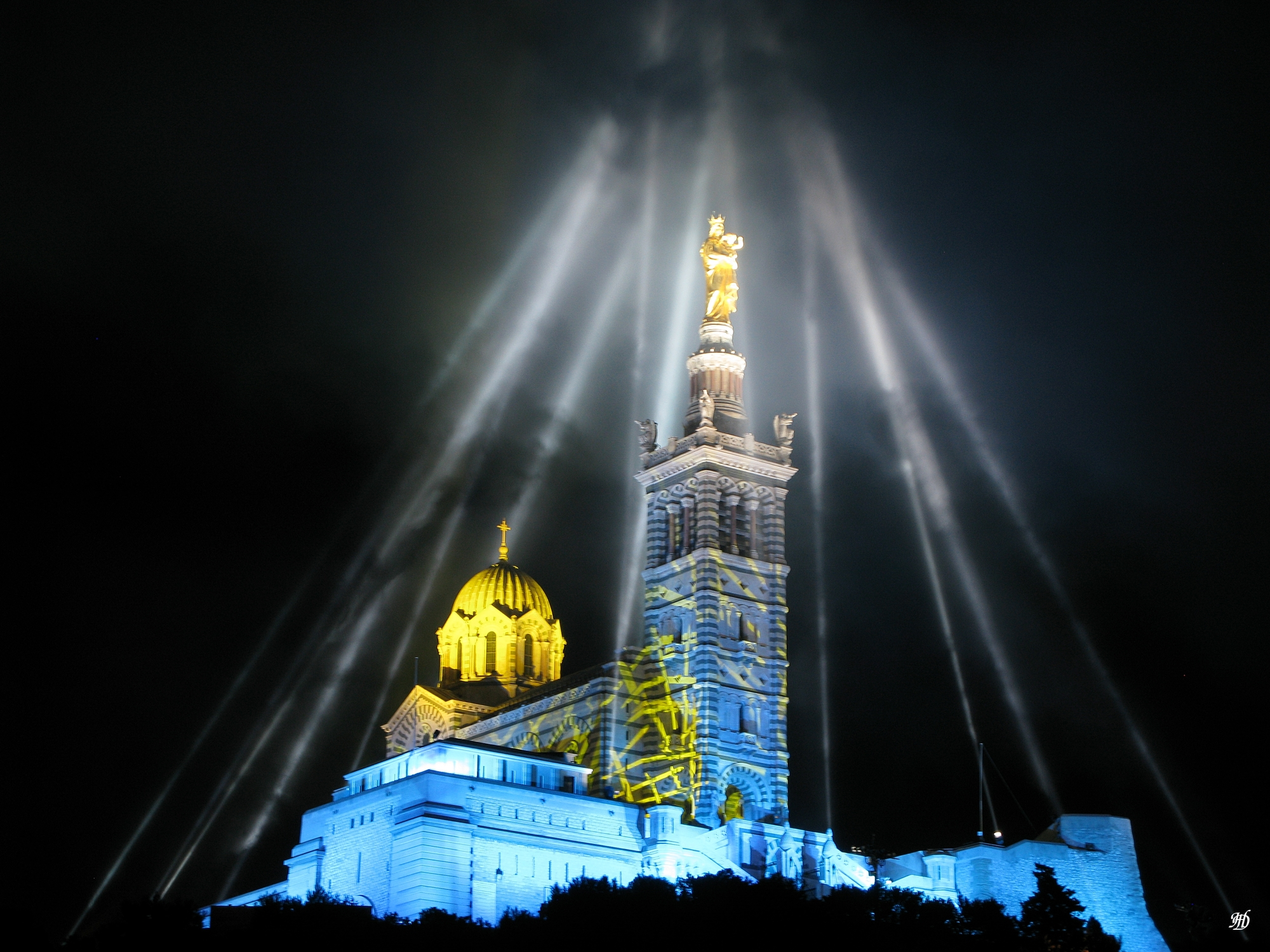
Marseille Capitale Européenne de la Culture 2013 - Notre-Dame de la Garde

### Nouveaux projets et difficultés persistantes (1980 - 2010)
Dans les années 1990, le projet Euroméditerranée de développement économique et de rénovation urbaine est lancé. De nombreuses infrastructures nouvelles et rénovations sont réalisées dans les années 2000 et 2010 : le tramway, la rénovation de l'Hôtel-Dieu en hôtel de luxe, Le Silo, l'agrandissement du stade Vélodrome, la tour CMA CGM, le musée des civilisations de l'Europe et de la Méditerranée (MuCEM) ou encore la Villa Méditerranée.

### Depuis 2010
En 2012, Marseille est Capitale mondiale de l'eau, réunissant des centaines de pays, des ONG et des institutions mondiales à l'occasion du Forum mondial de l'eau. En 2013, Marseille est capitale européenne de la culture. Cette opération permet d'attirer à Marseille 10 millions de visiteurs (avec une estimation de 5 millions de visiteurs effectifs dont nombre venant de départements voisins, certains effectuant plusieurs visites).
La ville est élue Capitale européenne de la culture pour l'année 2013. Elle organisa de nombreux événements culturels et artistiques, et accueillit  près de 10 millions de visiteurs.
Mais Marseille attire régulièrement l'attention des médias en raison des multiples règlements de compte, notamment dans les quartiers Nord, lié au trafic de drogue.
En avril 2017, la police arrête des personnes soupçonnées de vouloir commettre un attentat de grande ampleur à brève échéance (voir Projet d'attentat d'avril 2017 à Marseille).
Le 1er octobre 2017, aux alentours de 13 h 45, la ville est le théâtre d'un attentat djihadiste, un terroriste fait irruption sur le parvis de la gare de Marseille-Saint-Charles, il est équipé d'une arme blanche, dont un couteau. Les deux victimes âgées d'une vingtaine d'années ont été égorgées et poignardées, il a été abattu peu de temps après par des militaires d'une patrouille de l'opération Sentinelle qu'il s'apprêtait à attaquer.
Daech revendique l'attaque le jour-même.
Un an après, une plaque commémorative au nom des deux victimes est dévoilée et un hommage leur est fait.
En juin 2023, la ville est l’une des plus touchées de France par les émeutes qui éclatent dans le contexte du meurtre du jeune Nahël par un policier.